# Alexis Claude Clairaut
Alexis Claude Clairaut   (París, 13 de maig de 1713 - París, 17 de maig de 1765) (també conegut com a Clairault) fou un matemàtic francès.

## Vida i obra
Nascut a París, on el seu pare era professor de matemàtiques, va ser considerat un nen prodigi. Va aprendre a llegir i escriure amb els Elements d'Euclides i des de ben petit (8-9 anys) estudiava els tractats matemàtics de Nicolas Guisnée. Als 12 anys va escriure un article sobre quatre corbes geomètriques, i va arribar a assolir tant de coneixement en el tema (sota la tutela del seu pare) que, a l'edat de 13 anys, va llegir, davant l'Acadèmie des Sciences, un resum de les propietats de les quatre corbes que havia descobert. Tres anys més tard, va completar un tractat sobre corbes de doble curvatura (Recherches sur les courbes a double courbure), que li va valer l'admissió a l'Acadèmia de Ciències Francesa després de la seva publicació el 1731, tot i que encara no comptava amb la mínima edat de 20 anys per ser-hi admès i va necessitar una llicència reial especial.
L'any 1734, juntament amb Maupertuis, se'n va a la Universitat de Basilea per estudiar amb Johann Bernoulli.
El 1736, juntament amb Maupertuis, Anders Celsius i d'altres, forma part de la Missió Geodèsica Francesa a Lapònia, que tenia com a objectiu estudiar la longitud d'un grau de meridià terrestre. Després del seu retorn, va publicar un tractat que va anomenar Théorie de la figure de la terre (1743). En aquest treball va plantejar per primera vegada el seu teorema, que després es faria conegut amb el nom de teorema de Clairaut, segons el qual demostra la igualtat de les derivades parcials encreuades d'una funció de més d'una variable.
Clairaut va obtenir una enginyosa resolució aproximada per al problema dels tres cossos. El 1750 va obtenir el premi de l'Acadèmia russa de ciències pel seu assaig Théorie de la lune, i el 1759 va calcular el periheli del cometa de Halley.
La Théorie de la lune de Clairault és estrictament newtoniana en el seu caràcter. En aquest assaig l'autor va explicar el moviment de l'afeli que havia desconcertat els científics i el mateix Clairaut fins aleshores, que havia considerat el fenomen tan inexplicable al punt de plantejar una hipòtesi de revisió de les lleis d'atracció. Va ser llavors quan se li va acudir portar l'observació al tercer ordre; després d'això va concloure que els resultats eren coherentes amb les observacions. Això va ser corroborat el 1754 per algunes taules lunars. Clairaut va escriure entre 1742 i 1754 diversos articles referits a l'òrbita de la lluna, i també sobre el moviment dels estels i la seva pertorbació per part dels planetes, particularment en el cas del cometa de Halley.
El 1731, Clairault va presentar una demostració d'una afirmació de Newton, en la qual l'anglès notava que totes les corbes de tercer ordre n'eren projeccions d'una de cinc paràboles.
El 1741, Clairault va participar en una expedició amb l'objectiu de mesurar la longitud d'un meridià de la Terra, i al seu retorn el 1743 va publicar el seu treball Théorie de la figure de la terre. Aquestes idees es basaven sobre un treball de Maclaurin, que havia demostrat que una massa de fluid homogeni en rotació al voltant d'un eix que passi pel seu baricentre prendria, sota l'atracció mútua de les seves partícules, la forma d'un esferoide. El treball de Clairault tractava sobre esferoides heterogenis i contenia la demostració de la seva fórmula per a l'efecte d'acceleració gravitacional en un lloc de latitud I. El 1849, Stokes va demostrar que el mateix resultat es mantenia vàlid independentment de la constitució interna i de la densitat de la terra, si la superfície era un esferoide d'equilibri o de baixa líptica.
Clairault va morir a París, a l'edat de 52 anys.